# برای پرندگان
برای پرندگان (به انگلیسی: For the Birds) یک فیلم پویانمایی کوتاه برندهٔ جایزه اسکار است که به وسیلهٔ استودیوهای انیمیشن پیکسار تولید و در سال ۲۰۰۰ میلادی منتشر شده‌است.
این انیمیشن کوتاه توانست در سال ۲۰۰۰ جایزه بهترین انیمشن را از جشنواره انی «Annie Awards» کسب کند. در سال ۲۰۰۱ در جشنواره‌های متعددی همچون «Vancouver", "Sitges", "Anima Mundi» شرکت کرده و موفق به دریافت جایزه شد. در سال ۲۰۰۲ به اوج موفقیتش دست یافت و موفق به دریافت جایزه اسکار در بخش انیمیشن کوتاه شد.

## چکیده داستان
این انیمیشن کوتاه با نشان دادن یک گروه از پرندگان کوچک که بر سیم تلفنی نشسته‌اند شروع می‌شود. وقتی پرنده بسیار بزرگ‌تر و بی‌دست و پا از راه می‌رسد، پرندگان کوچک‌تر او را با متلک و توهین رد می‌کنند. اما او همچنان به دوستی با پرنده‌های کوچک اصرار دارد، تا زمانی که در آخر پرندگان کوچک‌تر تصمیم می‌گیرند که او را از روی سیم به پایین پرتاپ کنند. فقط خیلی دیر متوجه می‌شوند که ممکن است مشکلی در این نقشه باشد…